# Saint-Mards-de-Blacarville
Saint-Mards-de-Blacarville es una localidad y comuna francesa situada en la región de Alta Normandía, departamento de Eure, en el distrito de Bernay y cantón de Pont-Audemer.

## Geografía
La comuna se encuentra cerca del extremo noroccidental del departamento, en la orilla norte del río Risle y muy próxima a Pont-Audemer. Se formó en 1835 por la fusión de Saint-Mards-sur-Risle y Blacarville.
La autopista A13 atraviesa la comuna. Aunque ésta no tiene acceso directo a la misma, hay enlaces a una decena de kilómetros tanto con la A13 como con la A131, por lo que dispone de buenas comunicaciones hacia París, Le Havre y la Baja Normandía.

## Demografía
| 507 | 535 | 644 | 725 | 796 | 756 |
| Para los censos de 1962 a 1999 la población legal corresponde a la población sin duplicidades (Fuente: INSEE [Consultar]) |     |     |     |     |     |

## Administración

### Entidades intercomunales
Saint-Mards-de-Blacarville está integrada en la Communauté de communes de Pont-Audemer . Además forma parte de diversos sindicatos intercomunales para la prestación de diversos servicios públicos:
- S.A.E.P du Fond des Vaux .
- Syndicat de l'électricité et du gaz de l'Eure (SIEGE) .

### Riesgos
La prefectura del departamento de Eure incluye la comuna en la previsión de riesgos mayores  por:
- Presencia de cavidades subterráneas.
- Riesgos derivados del transporte de mercancías peligrosas.
- Riesgo de inundaciones.

## Lugares y monumentos
- Castillo de Saint-Mards-sur-Risle.
- Tejo del cementerio de Blacarville.